# Olga Napoli
Olga Napoli (Salerno, 2 luglio 1903 – Roma, 15 maggio 1955) è stata una pittrice italiana. È considerata una delle artiste più complesse del panorama culturale dell'Italia meridionale del secondo dopoguerra .

## Biografia
Figlia di Michele Napoli e Carmela Di Giovanni, dopo la morte della madre per l'influenza spagnola, visse nella casa della zia paterna che si prese cura di lei fino alla morte del marito. Successivamente andò a studiare in un collegio femminile e conseguì il diploma di maturità nel 1923 presso l'Istituto Magistrale Regina Margherita, a Salerno, ottenendo l'abilitazione per l'insegnamento elementare, ma decise di non sfruttare questo diploma, e di dedicarsi alla passione per la pittura, che aveva sviluppato fin dall'adolescenza.
Nel 1925 sposò Attilio Argenziano, veterano della prima guerra mondiale che aveva undici anni più di lei, e insieme si trasferiscono per due anni a L'Aquila. Ebbero tre figli: Giovanni (1927), Luciano (1928) e Vera (1930).  Nel 1933 conobbe il giornalista Vincenzo Avagliano, direttore della fabbrica Ceramiche D'Agostino di Vietri sul Mare e decise di lasciare il marito; con lui ebbe due figlie, Rosa (1934) e Carmela (1936). In seguito alla morte di Argenziano, nel 1942 si sposarono.
Avagliano la sostenne nel suo lavoro ed ebbe un ruolo cruciale, grazie alla sua creatività imprenditoriale, nelle scelte di comunicazione promozionale, a mezzo stampa e al cinema.

## Attività artistica
Nonostante le difficoltà economiche dovute alle sue idee antifasciste e alla mancanza di un lavoro stabile per il marito, non rinunciò mai alla sua carriera da pittrice. Prese parte alla prima e alla seconda edizione della Mostra femminile d'arte e partecipò alla Seconda Mostra Provinciale del Sindacato fascista di Belle Arti, insieme ad altri esponenti del panorama artistico locale: Olga Schiavo, Antonietta Casella Beraglia, Pasquale Avallone e Luca Albino. Nel 1933 partecipò anche alla rassegna d'arte organizzata dal Circolo "Donne Artiste e Laureate" e alla II. Mostra Salernitana d'Arte. Quest'ultima, ospitata nel plesso del Liceo ginnasio "T. Tasso" di Salerno, rappresentò la nascita di un nuovo collettivo di artisti e artiste che avevano in comune scelte artistiche intimistiche e allo stesso tempo ampolloso e ispirato al classicismo. Nel 1935 partecipò alla Mostra Annuale d'Arte del Circolo Artistico "Gaetano Esposito". Nello stesso luogo, nel 1942, venne organizzata una mostra personale, che comprendeva 38 tele.
Nel 1944, finita la guerra nel Sud Italia, partecipò ad una mostra allestita presso la sede della Croce Rossa Italiana a Salerno, inaugurata dall'allora Primo Ministro italiano Pietro Badoglio e dal governatore militare Brian Hubert Robertson. Tra il 1947 e il 1948 le sue opere vennero esposte durante la Seconda Rassegna della Ricostruzione di Salerno e la prima Mostra Annuale Nazionale d'Arte di Cava de' Tirreni. Nel 1950 tenne nuovamente una mostra personale, questa volta alla Galleria La Tavolozza di Napoli. Successivamente i suoi dipinti vennero selezionati per la quarta edizione del Premio Nazionale Michetti di Pittura a Francavilla al Mare, che la ospiterà ancora in futuro.  Nel 1951 partecipò alla prima mostra di pittura del "Maggio di Bari" e l'anno successivo alla Galleria Gavioli di Milano si tenne un'altra mostra con più di quaranta sue tele. Nel 1953 durante la mostra L'Arte nella vita del Mezzogiorno d'Italia, espose presso il Palazzo delle Esposizioni di Roma.  Inaugurò una mostra personale al Circolo degli Artisti di Torino.  Le sue opere vennero incluse nella mostra organizzata a Palazzo Venezia a Roma, in occasione per il Premio Manerbio. Infine nel 1954 venne inserita nell'esposizione della Biennale di Venezia, e poi, per la Seconda Rassegna del disegno italiano contemporaneo, nelle logge degli Uffizi a Firenze.
Nel 2009 le è stata dedicata una mostra retrospettiva nel Palazzo Sant'Agostino, sede dell'amministrazione centrale della Provincia di Salerno, curata da Massimo Bignardi, storico e critico d'arte presso l'Università di Siena. La mostra è stata organizzata grazie al lavoro di catalogazione filologica svolto dalle figlie Rosa e Carmela Avagliano.

## Stile pittorico
Mario Carotenuto, pittore salernitano, morto nel 2017, disse su di lei: 
| Pur nella diversità dei giudizi, nei vari periodi della sua attività pittorica e della sua arte, la sua pittura resterà come l'esempio più importante finora compiuto a Salerno, per riallacciarsi alla moderna arte italiana. |
| —Mario Carotenuto |

Durante le prime mostre, i temi rappresentati nelle sue opere erano principalmente floreali e la maggior parte di queste opere fanno attualmente parte della collezione del Palazzo della Camera di commercio di Salerno. I suoi lavori sono caratterizzati da una composizione di luci e ombre con un pennello irregolare, peculiarità tipiche dell'arte del decennio successivo. Napoli si discosta dai temi classici napoletani dei paesaggi e della natura morta e si apre alle influenze dell'arte nazionale ed europea, acquisite durante i suoi numerosi viaggi. 
Il suo stile si ispira alla tradizione e si esprime attraverso un linguaggio pittorico vicino all'arte figurativa e al realismo. Le sue tele si contraddistinguono per una grande ricchezza cromatica, ma con sfumature intime simili a quelle di Filippo de Pisis.

## Produzione artistica

### Collettive
- I Mostra femminile d'arte, del Circolo "Donne Artiste e Laureate" (1932) [3]
- II Mostra Salernitana d'Arte (1933) [4]
- Mostra Annuale d'Arte del Circolo "Gaetano Esposito" (1935) [3]
- Mostra organizzata presso la sede della Croce Rossa di Salerno (1944) [3]
- II Rassegna della Ricostruzione di Salerno (1947) [6]
- I Mostra Annuale Nazionale d'Arte di Cava de' Tirreni (1948) [6]
- Mostra di pittura del Maggio di Bari (1951) [3]
- Mostra alla Galleria Gavioli di Torino (1952) [8]
- Mostra "L'Arte nella vita del Mezzogiorno in Italia", presso il Palazzo delle Esposizioni a Roma (1953) [7]
- Esposizione della Biennale di Venezia (1954) [3]
- II Rassegna del disegno italiano contemporaneo a Firenze (1954) [9]

### Personali
- Mostra personale presso il Circolo "Gaetano Esposito" (1942) [3]
- Mostra alla Galleria La Tavolozza di Napoli (1950) [3]
- Mostra al Circolo degli Artisti a Torino [8]
- Mostra retrospettiva nel Palazzo Sant'Agostino, a Salerno (2009) [9]